# Église Saint-Étienne de Coulonges-sur-l'Autize
Pour les articles homonymes, voir Église Saint-Étienne et Saint-Étienne (homonymie).
L'église Saint-Étienne est une église catholique située à Coulonges-sur-l'Autize, en France.

## Localisation
L'église est située dans le département français des Deux-Sèvres, sur la commune de Coulonges-sur-l'Autize.

## Historique
L'édifice est classé au titre des monuments historiques en 1980.